# Orthodontium loreifolium
Orthodontium loreifolium är en bladmossart som beskrevs av Bescherelle 1880. Orthodontium loreifolium ingår i släktet Orthodontium och familjen Bryaceae. Inga underarter finns listade i Catalogue of Life.